# 오레호보주예보

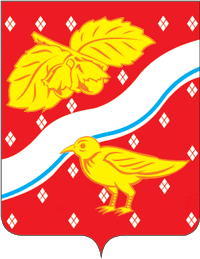
시 문장

오레호보주예보(러시아어: Оре́хово-Зу́ево)는 러시아 모스크바주에 위치한 도시로, 인구는 122,248명(2002년 기준)이다. 클랴지마 강과 접하며 모스크바(러시아의 수도이며 모스크바 주의 주도이기도 함)에서 동쪽으로 85km 정도 떨어진 곳에 위치한다. 1917년 오레호보 마을과 주예보 마을, 니콜스코예 마을을 합병하여 신설되었다.

## 자매 도시
- 라트비아 마도나
- 벨라루스 나바폴라츠크
- 보스니아 헤르체고비나 트레비네
- 독일 포츠담